# Skalärpotential

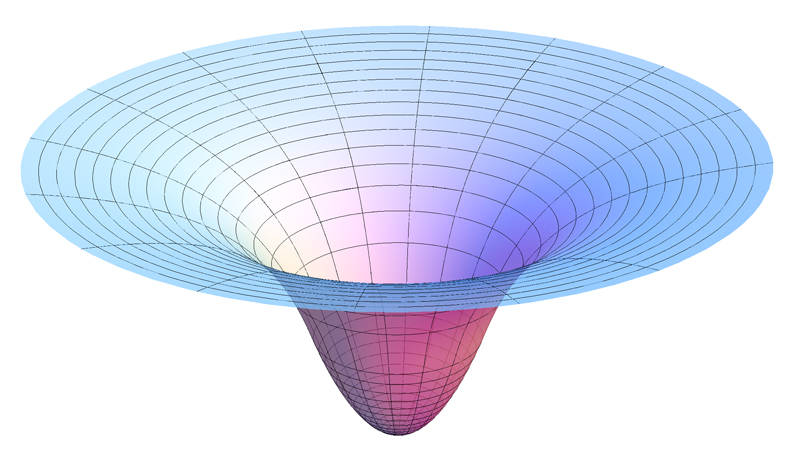
Den gravitationella skalärpotentialen i ett tvådimensionellt plan genom centrum av en sfärisk kropp (potentialen anges i "vertikal" led)

Skalärpotentialer är grundläggande inom vektoranalys och fysik och har egenskapen att skillnader i potentiell energi för ett objekt som förflyttas, endast beror av objektets position före och efter förflyttningen, det vill säga, är oberoende av objektets bana mellan de olika positionerna.
Prefixet skalär används för att särskilja från vektorpotential, dock kallas skalärpotentialen ofta endast potential när risk för förväxling ej anses föreligga. Man säger att ett skalärfält {\displaystyle \phi } är en potential till ett vektorfält {\displaystyle \mathbf {F} } om
{\displaystyle \mathbf {F} =-\nabla \phi =-\left({\frac {\partial \phi }{\partial x}},{\frac {\partial \phi }{\partial y}},{\frac {\partial \phi }{\partial z}}\right)}
Alla vektorfält har inte potentialer och de som har potentialer kallas konservativa fält eller potentialfält.

## Kurvintegraler
Om vektorfältet {\displaystyle \mathbf {F} } är kontinuerligt deriverbar och har en skalärpotential {\displaystyle \phi } i ett öppet område {\displaystyle \Omega }, så är kurvintegralen över kurvan S i {\displaystyle \Omega }, som börjar i {\displaystyle \mathbf {a} } och slutar i {\displaystyle \mathbf {b} }
{\displaystyle \int _{S}\mathbf {F} d\mathbf {r} =\phi (\mathbf {b} )-\phi (\mathbf {a} )}
Kurvintegralen är således oberoende av vägen i potentialfältet.